# Epascestria pustulalis
Epascestria pustulalis ist ein (Klein-) Schmetterling aus der Familie der Crambidae.

## Merkmale
Die Falter haben eine Flügelspannweite von 17 bis 22 mm (17–20 mm bzw. eine Vorderflügellänge von 9 bis 10 mm). Zeichnung und Färbung sind variabel. Die Grundfarbe ist gelbbraun, hellbraun, rotbraun, kastanienbraun bis dunkelbraun, im Osten des Verbreitungsgebietes kommen überwiegend hellere Exemplare vor, was zur Aufstellung der subsp. orientalis Caradja, 1916 führte. Gelegentlich wird der Flügel zum Außenrand hin etwas dunkler. Die Hinterflügel sind meist etwas dunkler als die Vorderflügel und können auch braun bis schwärzlich braun sein. Im Mittelfeld kann eine Reihe länglicher, gelber oder gelbweißer Punkte ausgebildet sein, die sich in der Flügelmitte in zwei Reihen aufspaltet. Im Extremfall kann die Punktreihe auf ein oder zwei Punkte nahe dem Flügelvorderrand reduziert sein. Im anderen Extremfall kann die sich aufspaltende Punktreihe auch als eine durch schmale Zwischenräume unterbrochene, sich zum Vorderrand aufspaltende gelbe Binde beschrieben werden. Bei derart hellen Exemplaren sind auch im Wurzelfeld zwei bis drei dicht stehende Wurzelstriche ausgebildet. Auch eine helle Saumlinie oder eine in Punkte aufgelöste Saumlinie kann vorhanden sein. Die Hinterflügel sind meist einheitlich gefärbt oder werden zum Außenrand hin etwas dunkler und tragen sehr selten einige wenige, undeutliche helle Flecke im Mittelfeld oder einen undeutlich ausgebildeten Wurzelstrich. Die Fransen sind bei Vorder- und Hinterflügeln meist etwas heller als die Grundfarbe, besonders wenn die Flügel zum Außenrand hin etwas dunkler werden.
Die Antennen des Männchens sind kurz ziliat bewimpert, die Antennen des Weibchens einfach und fadenförmig (filiform).

## Raupe
Der Körper der Raupe ist weißlich, gelblich weiß bis grau mit einem schwarzen Kopf. Der Kopfschild ist ebenfalls schwarz. Lediglich die Mundwerkzeuge und die Antennen sind hellbraun. Die Rückenlinie ist gelblich oder weißlich. Die Pinacula sind deutlich ausgebildet und schwarz gefärbt. Die Raupe wird ausgewachsen bis etwa 16 mm lang.

## Puppe
Die rotbraune Puppe ist etwa 8 mm lang und hat einen Durchmesser von 2,8 mm. Sie ist gedrungen und dorsoventral etwas abgeflacht. Vorder- und Hinterende sind gerundet, das Hinterende ist aber etwas spitzer. Die Oberflächenskulptur ist fein papillös oder auch an manchen Stellen gerunzelt. Die Borsten sind, abgesehen von den Borsten am Kremaster, generell eher klein. Das etwa fünfeckige Labium ist vergleichsweise groß. Die Palpi maxillares sind sehr lang und schmal und median zugespitzt. Die Proboscis ist länger als die Vorderbeine, aber kürzer als die Mittelbeine. Die Antennae sind wiederum kürzer als die Mittelbeine und Vorderflügel. Das Analfeld ist vergleichsweise klein. Der kurze und breite Kremaster verjüngt sich zum abgerundeten Hinterende. Die kurzen, hakenartigen Borsten Ll und D2 stehen dicht nebeneinander und entspringen jeweils aus einem kleinen Grübchen.

## Geographische Verbreitung und Lebensraum
Die Art lebt bevorzugt in offenen Habitaten auf trockenen und sandigen Böden, an Wegrändern, Schuttplätzen und Äckern. Sie kommt verbreitet in Südeuropa vor, sehr lokal auch in Mitteleuropa (Luxemburg, Deutschland, Polen, Tschechien, Slowakei, Österreich, Ungarn). In Deutschland kommt die Art aktuell nur in Brandenburg vor, vor 1980 gab es auch Funde aus Mecklenburg-Vorpommern. In Polen ist die Art von zahlreichen Standorten über das ganze Land verteilt bekannt. Im Norden reichen einzelne Vorkommen bis ins Baltikum, Südfinnland und nach Südschweden (Södermanlands län, Kronobergs län, Öland und Gotland). Das Verbreitungsgebiet erstreckt sich über Kleinasien, das südliche Kaukasus-Gebiet, Syrien, Libanon, Israel und weiter bis in den Iran. Einzelne Vorkommen kennt man auch in Weißrussland, der Ukraine und Südrussland.

## Lebensweise
Die Art ist in Südeuropa wohl bivoltin, d. h. sie bildet zwei überlappende Generationen aus, deren Falter von Mai bis September fliegen. Im Norden des Gebietes wird wohl nur eine Generation gebildet. Nach Hasenfuss ist die Raupe Anfang Juni erwachsen (die Angabe bezog sich auf die Umgebung von Stettin). Nach Hannemann fliegen die Falter im Juni und Juli, wohl bezogen auf Deutschland. Die Raupe lebt in großen, blasig aufgetriebenen Platzminen in den Blättern der Gemeinen Ochsenzunge (Anchusa officinalis) und des Gewöhnlichen Natternkopfs (Echium vulgare). Die Minen sitzen meist in der Nähe der Mittelrippe des Blattes. Die Raupen überwintern und verpuppen sich auch in der Mine. Die Raupe spinnt keinen Kokon, sondern die Puppe liegt lose im zentralen Teil der Mine.

## Taxonomie und Systematik
Die Art wurde von Jacob Hübner 1823 als Pyralis pustulalis erstmals wissenschaftlich beschrieben. Sie ist die Typusart der Gattungen Epascestria Hübner, 1823 und Phlyctaenodes Guenée, 1854. Letztere ist somit ein objektives Synonym von Epascestria.
Die östliche Unterart Epascestria pustulalis orientalis Caradja, 1916 wurde von M. Nuss und J. Hayden wieder mit der Nominatunterart vereinigt.